# Fusão nuclear do silício
Em astrofísica, a fusão nuclear do silício é uma sequência de duas semanas de reações nucleares que ocorrem em estrelas massivas com um mínimo de 8–11 massas solares. A fusão do silício é um processo final para estrelas que tenham percorrido o caminho de esgotar seu material fissionável durante o longo período que permaneceram na sequência principal do diagrama de Hertzsprung-Russell. Esse processo inicia quando a contração gravitacional eleva a temperatura do núcleo da estrela a cerca de 2.7–3.5 bilhões de kelvin. A temperatura exata  depende da massa. Quando uma estrela tem completada a fase de fusão do silício, ela pode explodir no que é conhecido como uma supernova de tipo II.

## Sequência da fusão nuclear e o processo alfa
Estrelas com massa normal (não maiores que aproximadamente três massas solares) ficam sem combustível após seu hidrogênio ter sido fundido em hélio Se a estrela tem massa intermediária (maior que três mas menor que oito massas solares) a estrela pode fundir hélio em carbono. Estas estrelas terminam suas vidas quando o hélio tenha sido exaurido e seu núcleo passe a ser de carbono. Estrelas de alta massa (>8–11 massas solares) são aptas a queimar carbono por causa de sua extraordinariamente alta energia potencial gravitacional relacionada a sua massa. Como uma estrela massiva contrai-se, seu núcleo aquece-se até 600 MK e a queima de carbono inicia-se, a qual cria novos elementos como se segue:
carbono–12  → oxigênio–16, neônio–20, e magnésio–24
Os elementos químicos são definidos pelo número de prótons em seus núcleos. Nos elementos listados acima, o sufixo denota o isótopo particular (forma de um elemento químico tendo um diferente número de nêutrons) em termos de sua massa molar.
Após uma estrela de alta massa ter queimado todo seu carbono, ela contrai, torna-se mais quente, e inicia a fusão do oxigênio, neônio e magnésio como segue-se:
oxigênio–16, neônio–20, e magnésio–24  → silício–28 e enxofre–32 (um processo de duração de seis meses)
Após estrelas de alta massa terem nada mais que enxofre e silício em seus núcleos, elas consequentemente contraem-se até seus núcleos alcançarem a  faixa de 2.7–3.5 GK. A fusão do silício inicia-se neste ponto, por meio do processo alfa, o qual cria novos elementos por adição de um núcleo de hélio (dois prótons mais dois nêutrons) por etapa na seguinte sequência:
silício–28 → enxofre–32 → argônio–36 → cálcio–40 → titânio–44 → cromo–48 → ferro–52 → níquel–56
A sequência inteira da fusão do silício termina em aproximadamente um dia e é interrompida quando é produzido níquel–56. Esse isótopo do níquel (o qual tem 28 prótons) tem uma meia vida de 6,02 dias e decai via radiação beta (decaimento beta mais, a qual é a emissão de um pósitron) a cobalto–56 (27 prótons), o qual por sua vez tem uma meia vida de 77,3 dias e decai a ferro–56 (26 prótons). Entretanto, somente alguns minutos são disponíveis par o níquel–56 decair no interior do núcleo de uma estrela massiva. Ao fim do dia de duração da sequência de fusão do silício, a estrela não pode converter mais massa em energia por meio de processos de fusão nuclear porque um núcleo com 56 núcleons tem a mais baixa massa por núcleon (próton e nêutron) entre todos os elementos na sequência do processo alfa. Embora o ferro–58 e o níquel–62 tenham uma massa por núcleon ligeiramente menor do que o ferro–56, a próxima etapa no processo alfa seria o zinco–60, o qual tem  massa por núcleon ligeiramente maior, de modo que essa reação consumiria mais energia do que a liberaria. 
A estrela esgota seu combustível e portanto inicia uma contração. A contração pela energia potencial gravitacional aquece o interior a 5 GK e isto opõe-se e retarda a contração. Entretanto, desde que nenhuma energia de  aquecimento adicional pode ser gerada via novas reações de fusão, a contração rapidamente se acelera e ocorre um colapso restando apenas uns poucos segundos. A porção central da estrela irá esmagar-se em uma estrela de nêutrons ou, se a estrela é massiva o suficiente, um buraco negro. As camadas mais externas da estrela serão expelidas numa explosão conhecida como uma supernova tipo II que dura dias a meses. A explosão de supernova libera um grande fluxo de nêutrons, o qual sintetiza em aproximadamente um segundo praticamente metade dos elementos mais pesados que o ferro, via um mecanismo de captura de nêutrons conhecido como processo r (onde o "r" significa a captura de nêutrons rápida).[carece de fontes?]